# Paul Codde
Paul Remi Samuel Codde (Gent, 8 februari 1950) is een Vlaamse acteur en voormalig omroeper.

## Biografie
Codde werkte 25 jaar (1972 - 1997) voor de openbare omroep BRT als televisie-omroeper. Begin jaren 80 presenteerde hij het muziekprogramma Van Tijd tot Tijd en het jeugdprogramma Sleutel.
Hij speelde gastrollen in Kulderzipken (Maarschalk van Kabeljonië), Spoed (Manager), Zone Stad (Garagist), Hallo België! (Marcel), Verschoten & Zoon (Strubbe), Wittekerke (Pianoleraar) en De Wet volgens Milo (Hoofd personeelszaken). 
Hij speelde ook de rol van hoofdmodeontwerper Marnix 'de diva' Standaardt bij Présence in de VTM-serie Sara.
Hij nam als BV deel aan verschillende programma's, waaronder Stanley's Route, een survivalprogramma op VT4. Hij werd als eerste weggestemd. Ook aan Steracteur Sterartiest nam hij deel, maar hij werd uitgeschakeld.
Codde is in 2007 gestart met het uitdelen van "knuffels". "Ik wil op deze manier vooral mensen die elkaar van haar noch pluimen kennen wat dichter bij elkaar brengen", zegt hij aan een krant.